# 塞文 (上莱茵省)
塞文（法語：Sewen，法語發音：[sevən] ⓘ）是法国上莱茵省的一个市镇，属于坦恩-盖布维莱尔区。

## 地理
塞文（47°48'27"N, 6°54'19"E）面积21.5 平方千米，位于法国大東部大區上莱茵省，该省份为法国东部内陆省份，是阿尔萨斯的一部分，今与下莱茵省组成了阿尔萨斯欧洲集体，其北临下莱茵省，西接孚日省，西南接贝尔福地区省，东侧沿莱茵河与德国相望，南与瑞士接壤。
与塞文接壤的市镇（或旧市镇、城区）包括：奥伯布吕克、多勒伦、摩泽尔河畔圣莫里斯、勒皮、里耶韦斯蒙。
塞文的时区为UTC+01:00、UTC+02:00（夏令时）。

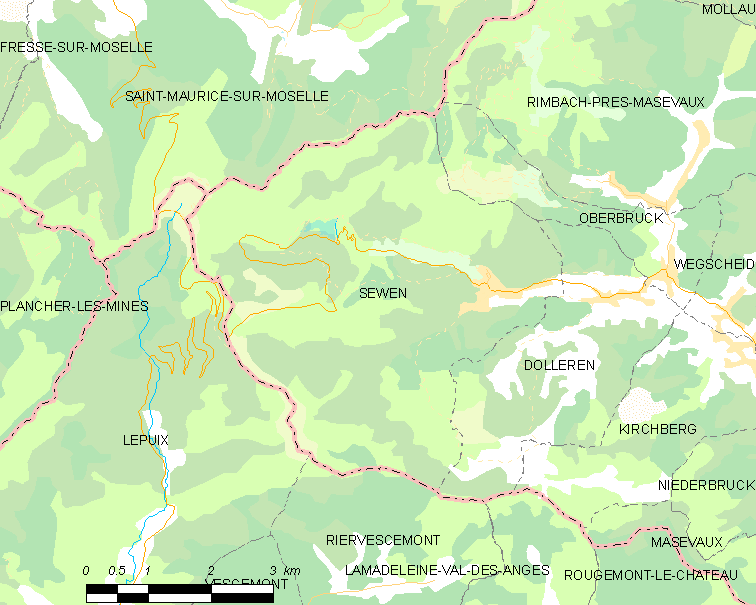
塞文的OSM定位图

## 行政
塞文的邮政编码为68290，INSEE市镇编码为68307。

## 政治
塞文所属的省级选区为马斯沃-尼德布吕克县。

## 人口

1962-2008年间塞文人口变化图示

塞文于2022年1月1日时的人口数量为488人。